# Iljiczowo (Kraj Krasnojarski)
Iljiczowo (ros. Ильичёво) – osiedle w Rosji, w Kraju Krasnojarskim, w rejonie szuszeńskim. W 2010 liczyło 2151 mieszkańców.